# Boško Obradović
Boško Obradović (23. srpna 1976 Čačak) je srbský politik, spisovatel a poslanec. Je zakladatelem a předsedou politické organizace Srbské hnutí Dveri. Je také zakladatelem časopisu Srbská brána a nakladatelství Catena Mundi.

## Životopis
Boško Obradović se narodil ve Vranići nedaleko Čačaku 23. srpna 1976. Vyrostl ve svém rodném městě. Vystudoval střední školu v Čačaku a poté se zapsal na studia serbistiky na Filologické fakultě Bělehradské univerzity, kde v roce 2002 promoval s prací Miloš Crnjanský a nový nacionalismus. V roce 2005 publikoval svou diplomovou práci a získal za ní cenu MIloše Crnjanského za nejlepší knihu v srbském jazyce.
Šest let pracoval jako knihovník a byl vedoucím oddělení pro vnější vztahy v Městské knihovně v Čačaku. V současné době je jedním z redaktorů nakladatelství Catena Mundi, které spoluzaložil s Branimirem Nesićem. Je ženatý a má čtyři děti.

## Dveri srpske (Srbská brána)
Spolu s dalšími dvěma studenty Filologické fakulty Bělehradské univerzity založil časopis Dveri srpske, 27. ledna 1999. Časopis byl vydáván jako informační bulletin srbskými studenty a poté se vyvinul v jeden z nejpopulárnějších národních časopisů. Současně pravidelně psal pro časopis Nova Iskra od roku 1998 do roku 2003, jehož přispěvateli byli Danilo Tvrdišić a Branimir Nešić. S nimi roku 2003 založil občanské sdružení Srbské sdružení Dveri. Byl iniciátorem vzniku Srbské sítě, Sdružení srbské mládeže a Školy svatého Sávy. Roku 2015 založil a zaregistroval politickou organizaci Srbské hnutí Dveri. Na zakládajícím shromáždění 27. června 2015 byl zvolen předsedou tohoto hnutí.

## Politická kariéra

### Parlamentní volby 2012
V parlamentních volbách v Srbsku, které se konaly 6. května 2012 byl Boško Obradović čtvrtým kandidátem na kandidátce hnutí Dveri za Čačak. V parlamentních volbách získal volební kandidátka Dveri 4,33 % hlasů a nepřekročil hranici 5 % požadovanou pro vstup do národního shromáždění. Po těchto volbách zástupci Dveri tvrdili, že jejich kandidátka překročila volební práh, ale že jejich hlasy byly ukradeny, kvůli čemuž uspořádali několik protestů.
Dveri v Čačaku překročily volební práh a získaly 13,24 % hlasů. Jejich radní nastoupili do funkce 12. července 2012 a Boško Obradović se stal předsedou radní skupiny Dveri na radnici v Čačaku.

### Parlamentní volby 2014
V předčasných parlamentních volbách v roce 2014 byl Boško Obradović lídrem kandidátky hnutí Dveri. Dokonce ani v těchto volbách nepřekročilo hnutí hranici pro vstup do Národního shromáždění (získalo 3,58 % hlasů).

### Vlastenecký blok a parlamentní volby 2016
Boško Obradović 8. ledna 2015 s prezidentem DSS Sandou Raskovićem Ivićem, Kostom Čavoškim a Djordjem Vukadinovićem podepsali tzv. Vánoční prohlášení, kterým vzniká opoziční blok proti republikovým a provinciálním režimům, s hlavní snahou o vyhlášení předčasných voleb na všech úrovních. To vyvolalo negativní ohlas u mnoha příznivců a sympatizantů hnutí, ale přesto spolupráce s DSS pokračovala. Brzy se Vidovdanské shromáždění rozhodlo, že hnutí Dveri vyroste v klasickou politickou stranu, což Obradoviće postavilo do konfliktu a ukončilo jeho vztahy s přáteli a kolegy, jako je Vladan Glišić, Danilo Tvrdišić, Radovan Tvrdišić a Mila Alečković.
Brzy nato byl založen Vlastenecký blok, který se účastnil předčasných parlamentních voleb v Srbsku a provinčních voleb v AP Vojvodina, které se konaly 24. dubna 2016. V předčasných parlamentních volbách tato koalice překročila volební práh se ziskem 5,04 % hlasů, čímž získala své zástupce v Národním shromáždění Republiky Srbsko. Z 13 křesel, které vyhráli, 7 připadlo Dveri a 6 DSS. Po těchto volbách se hnutí Dveri stalo poprvé parlamentním politickým hnutím. Po těchto volbách se Boško Obradović stal poslancem parlamentu a předsedou parlamentní skupiny Dveri v srbském parlamentu.
V provinčních volbách v AP Vojvodina získal vlastenecký blok 3,24 % hlasů, přičemž nepřekročil volební hranici nezbytnou pro vstup do regionálního parlamentu.

### Prezidentské volby 2017
Hlavní rada hnutí Dveri, oznámila dne 3. září 2016, že Boško Obradović bude kandidátem hnutí ve volbách na prezidenta Srbska v roce 2017. Po vyhlášení voleb, Boško Obradović 10. března předal Státní volební komisi podpisy ke kandidatuře. V těchto volbách, které se konaly 2. dubna Boško Obradović získal 2,29 % hlasů.

## Díla
1. Miloš Crnjanski a nový nacionalismus, Christian Thought, Belgrade 2005.
2. Srbský zákon - Srbská národní otázka, Srbské shromáždění Dveri, 2007 (druhé vydání: 2008; třetí vydání 2010) rok)
3. Srbská unie - prvky národní strategie pro 21. století , Dveri, Catena Mundi, Bělehrad, 2012.
4. Srbská pravice - Postavení srbské „literární pravice“ ve 30. letech, Catena Mundi, Bělehrad, 2015.